# Antitinea deluccae
Antitinea deluccae är en fjärilsart som beskrevs av Hans Georg Amsel 1955. Antitinea deluccae ingår i släktet Antitinea och familjen äkta malar.
Artens utbredningsområde är Malta. Inga underarter finns listade i Catalogue of Life.